# Slavia Orthodoxa

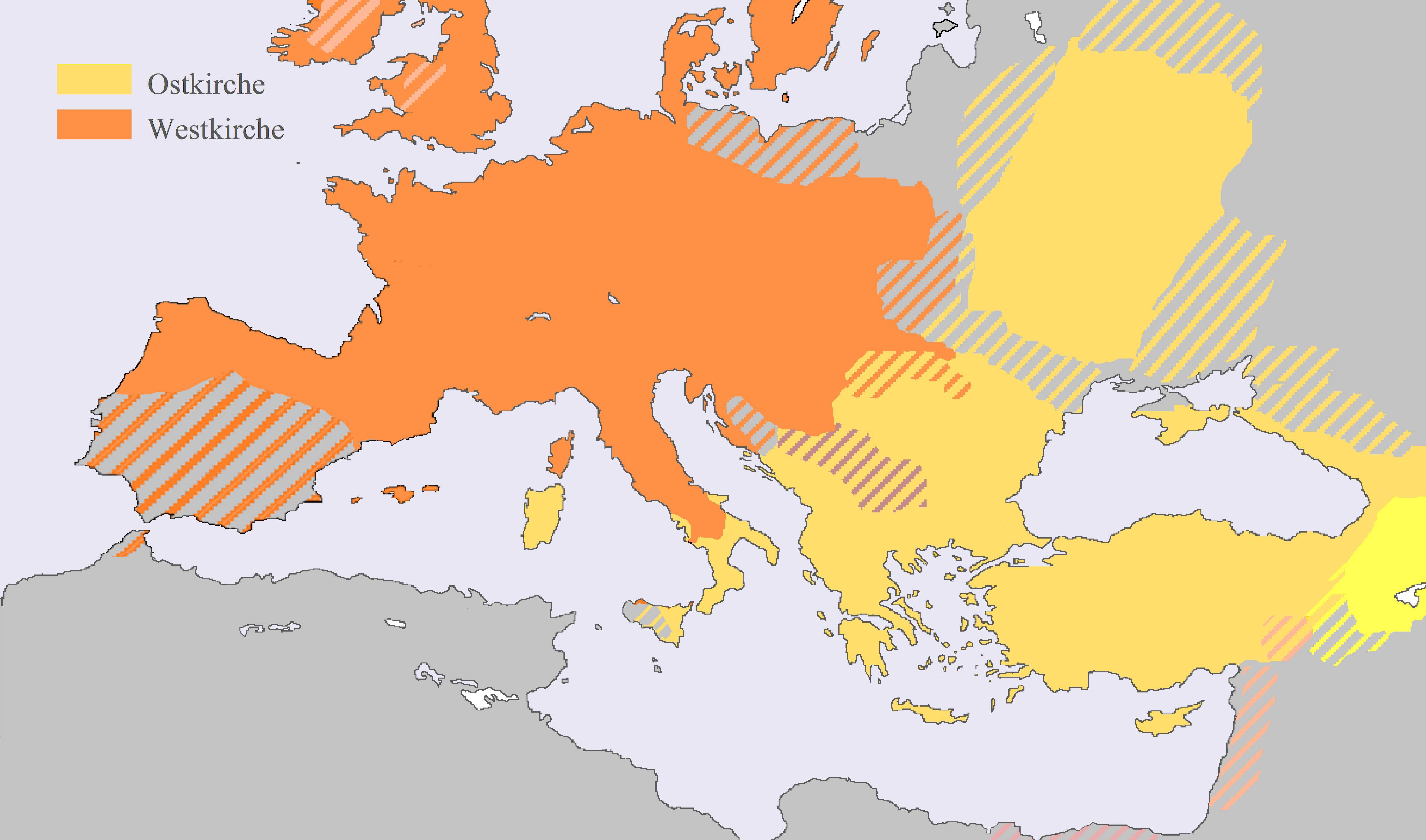
Orthodoxe Kirche (gelb) in der Mitte des 11. Jahrhunderts.

Slavia Orthodoxa ist der Name der literarischen Gemeinschaft der orthodoxen Süd- und Ostslawen vom 9. Jahrhundert bis zum Beginn der Neuzeit (bei Tschechen und Polen bis zum 12. Jahrhundert).
Der Begriff Slavia ortodossa wurde 1958 von dem italienischen Slawisten Riccardo Picchio eingeführt und seither von vielen modernen Slawisten übernommen. Parallel zur Slavia Orthodoxa gab es eine Slavia Romana, die die West- und einen Teil der Südslawen umfasste. Nach dem Morgenländischen Schisma von 1054 wurde die Slavia Christiana in den letzten Jahren des 11. und am Anfang des 12. Jahrhunderts in Slavia Orthodoxa und Slavia Romana aufgeteilt.
Slavia Orthodoxa ist der spirituelle Raum der Süd- und Ostslawen. Das Christentum und die Kirchenkultur haben sie aus Byzanz übernommen. Ebenso benutzen sie in den Gottesdiensten eine gemeinsame kirchliche slawische Schrift.
In Großmähren entstand aus der kyrillo-methodischen Mission die Slavia Orthodoxa. Die Christianisierung hatte zur Folge, dass die Slaven eine eigene Liturgiesprache und Schrift (Glagolica) bekamen. Nach dem Scheitern der Mission in Großmähren nach Methods Tod 885 brachten seine Schüler die Mission nach Bulgarien, wo sie sich erst richtig weiterentwickeln konnte. Erst aus dem Kompromiss zwischen der Glagolica und der griechischen Schrift (woraus das Kyrillisch entstand) brachte den Erfolg.
Slavia Romana umfasst die Westslawen und ein Teil der Südslawen, deren byzantinische Traditionen im 10. und 11. Jahrhundert von der römischen Kultur verdrängt wurde. Sie bildeten eine einzige geistliche Gemeinschaft der katholischen Slawen.
Die kirchenslawische Kultur war eine lange Episode in der Geschichte der Westslawen. In Polen und Tschechen wurde die kirchenslawische Schrift in den Gottesdienste zumindest bis zum 12. Jh. genutzt.